# Бордаберри, Хуан Мария
Хуан Мария Бордаберри Аросена (исп. Juan María Bordaberry Arocena; 17 июня 1928, Монтевидео, Уругвай — 17 июля 2011, там же) — уругвайский государственный деятель, президент Уругвая с 1972 по 1976 год.

## Биография
Родился в семье богатого латифундиста, скотопромышленника и политика Доминго Бордаберри.
Политическую деятельность начал в Национальной партии («Бланко»), затем в 1969 году перешёл в партию «Колорадо».
С 1962 года сенатор, с 1964 года руководитель организации сельхозпроизводителей — Федеральной лиги аграрных действий. С 1969 по 1971 год был министром сельского хозяйства в правительстве Хорхе Пачеко.
В 1971 году был избран президентом от партии Колорадо. После выборов выяснилось, что он выиграл за счёт значительных фальсификаций. Пришёл к власти в 1972 году в период политического кризиса, вызванного авторитарным правлением Пачеко и террористической угрозой. На посту президента приостановил действие гражданских свобод, запретил профсоюзы, применил репрессии против левой оппозиции, назначил офицеров на ведущие посты в правительстве. Поддерживал ультраправые «эскадроны смерти» — Националистическую вооружённую оборону против ультралевых Тупамарос. Санкционировал жёсткие репрессии против левых сил после событий 14 апреля 1972 года, когда боевики-тупамарос расстреляли крайне правого политика Армандо Акосту-и-Лару и трёх офицеров полиции и спецслужб.
В 1973 году Бордаберри вступил в сговор с военными и 27 июня 1973 года де-факто совершил государственный переворот, распустив конгресс и приостановив действие конституции.
Проводил политику репрессий в отношении левых и либеральных организаций, в результате которой страну покинуло 10 % населения. По официальным данным, в период правления диктатора погибли около 200 уругвайцев. Часть из этих убийств была совершена в соседней Аргентине в соответствии с планом «Кондор», направленным на разгром политических организаций левого толка.
Его правление подготовило установление непосредственной военной хунты, когда в 1976 году военные отстранили его самого от управления страной.
В ноябре 2006 года был арестован по обвинению в нарушениях прав человека и организации политических убийств и помещён под домашний арест ввиду состояния его здоровья.
В феврале 2010 года был осуждён на 30 лет тюремного заключения за преступления, связанные с нарушением конституции, а также с исчезновениями людей и убийствами, совершёнными во время его управления.
Умер 17 июля 2011 года в своём доме в Монтевидео, где находился под домашним арестом, отбывая наказание по приговору суда.